# 8 Brygada Zmechanizowana
8 Kołobrzeska Brygada Zmechanizowana (8 BZ) – były związek taktyczny wojsk zmechanizowanych Sił Zbrojnych RP.

## Formowanie i zmiany organizacyjne
8 Brygada Zmechanizowana została sformowana w 1994 roku na bazie rozwiązanego 32 Pułku Zmechanizowanego. Wchodziła w skład 8 Dywizji Obrony Wybrzeża.
17 marca 1995 roku Prezydent RP Lech Wałęsa nadał Brygadzie sztandar ufundowany przez Społeczeństwo Kołobrzegu.
W grudniu 1998 roku, w wyniku restrukturyzacji 8 Dywizji Obrony Wybrzeża, brygada została rozformowana. Sztandar brygady przekazano do Muzeum Wojska Polskiego w Warszawie.

## Tradycje
18 marca 1995 roku brygada otrzymała nazwę wyróżniającą „Kołobrzeska” oraz przyjęła dziedzictwo tradycji:
- 21 Warszawskiego pułku piechoty „Dzieci Warszawy”

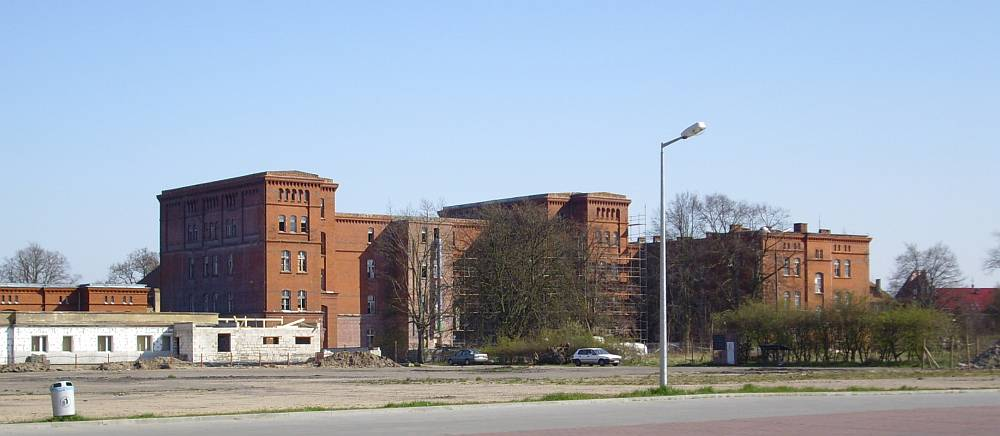
Dawne koszary 8 Brygady Zmechanizowanej w Kołobrzegu

- 32 pułku piechoty (1918–1939)
- 32 Budziszyńskiego pułku piechoty
- 32 pułku zmechanizowanego

## Struktura organizacyjna
- dowództwo i sztab – stacjonowało w kołobrzeskich „czerwonych koszarach”
- batalion dowodzenia
- 3 bataliony zmechanizowane
- batalion czołgów
- batalion piechoty zmotoryzowanej
- dywizjon artylerii samobieżnej
- dywizjon artylerii przeciwpancernej
- dywizjon artylerii przeciwlotniczej
- kompania rozpoznawcza
- kompania saperów
- kompania zaopatrzenia
- kompania remontowa
- kompania medyczna

Główne uzbrojenie: bojowe wozy piechoty BWP-1, czołgi T-55AM Merida, haubice samobieżne 2S1 Goździk, armaty przeciwlotnicze ZU-23-2, opancerzone samochody rozpoznawcze BRDM-2.

## Żołnierze Brygady
Dowódcy brygady
- płk dypl. Teofil Zdzisław Bornus

Oficerowie
- Marek Tomaszycki